# Храм Воскресения Христова в Кадашах
Храм Воскресения Христова в Кадашах — православный храм Москворецкого благочиния Московской епархии. Храм расположен в районе Якиманка Центрального административного округа города Москвы, между двумя основными дорогами на юг — Полянкой и Ордынкой (2-й Кадашёвский переулок, 7/14.).

## Первое упоминание
Первое упоминание о церкви Воскресения относится к 1493 году. В грамоте, адресованной сыновьям, московский воевода князь Иван Патрикеев скрупулёзно обозначил свои владения, указав, что принадлежало ему на тот момент село за рекою, за лугом, у Воскресения, а жили там его же, князя, крепостные крестьяне. В 1504 году великий князь Иван III говорит уже об этой местности как о селе Кадашёве.
Первоначально храм называли «церковь Воскресения, что на Грязех». Такое название было связано с весенними разливами Москвы-реки и близким расположением храма к болотистому берегу. И. М. Снегирев указывал, что первоначальная церковь существовала уже в 1624 году, поскольку в этот год она платила ружные деньги. С 1625 года в Патриарших окладных книгах появляются регулярные записи о храме.
Церковь Воскресения в Кадашах, по мнению современных учёных, служила главной вертикалью, композиционной доминантой и была «соборным» храмом Замоскворечья и определяла главную градостроительную ось Москвы: от колокольни Ивана Великого через церковь Воскресения в Кадашах к дворцовой церкви Вознесения в Коломенском.
Первое каменное здание, построенное в 1656 году, просуществовало около 30 лет. От этой постройки до наших дней дошли южная апсида (нижняя часть храма) и каменный подклет-кладовая под алтарями. В 1687 году было начато строительство нового двухэтажного пятиглавого храма. Строительство осуществлялось на средства жителей Кадашёвской слободы — купцов Кондрата Марковича Добрынина и его сына Лонгина Кондратовича.

## Описание
Храм построен в стиле московского барокко, который характеризуется изяществом пропорций и ажурным силуэтом. К высокому двусветному четверику церкви с запада примыкает трапезная, закрытая вместе с ним на первом этаже обходными галереями. На втором этаже с северной и южной сторон также расположена открытая галерея — гульбище. Изначально гульбище обходило апсиды второго этажа — редкое явление в церковной архитектуре. Открытая галерея по алтарю встречается в единичных случаях, например, в Воскресенском храме Ново-Иерусалимского монастыря и в соборе Иверо-Валдайского монастыря — оба памятника обязаны своим появлением Патриарху Никону. Раньше на гульбище Храма Воскресения с трех сторон вели широкие лестницы, которые были разобраны в 1695 году, а их опоры были переделаны в порталы нижнего храма. Из кирпича сломанных лестниц были возведены паперти. На западе поставлена стройная шестиярусная ажурная колокольня поздней постройки. Её высота составляет более 43 метров. Частично её кладка выполнена из белого камня, частично — из кирпича (колонны и карнизы). С востока три двухэтажные апсиды, стены которых прорезаны окнами. Первоначально апсиды храма на втором этаже не выступали из четверика. Четверик завершается пятью барабанами в восемь граней, увенчанными куполами в форме шарообразных луковиц. С западной стороны была пристроена шестиярусная колокольня высотой более 43 метров. Её декор, выполненный в кирпиче, повторял белокаменный декор церкви. Объём четверика обведен по верху двумя рядами резьбы из белого камня.
Между трапезной и четвериком в первом этаже нет стены — через мощные арки помещение трапезной соединяется с помещением четверика. Кладка стен и сводов выполнена из кирпича. Части храма, возведенные в XVII веке, выложены кирпичом с размерами 7 х 14 х 28 см (алтарная часть выложена из кирпича). Швы старинной кладки аккуратные, одинаковой толщины, стены и оконные откосы и проемы без отступлений от вертикали. Верхние апсиды переложены в XIX в. кирпичом с размерами 6 х 12 х 24 см. Белокаменная резьба наличников, порталов и гребешков несимметрична, с ярко выраженной скульптурностью, привносящей богатую светотеневую игру. Обломы профилей не имеют прямых углов.
В храме четыре алтаря. Главный престол — Воскресения Христова, в честь которого и назван весь храм. Стены храма были расписаны царскими изографами Петром Беляевым, Николем Соломоновым, Петром Коробовым и Петром Билиндиным. В описях упоминается о серебряном, вызолоченном окладе для Евангелия главного престола церкви, которое весило около 13 кг, и другой дорогой утвари.

## Храм после войны 1812 года

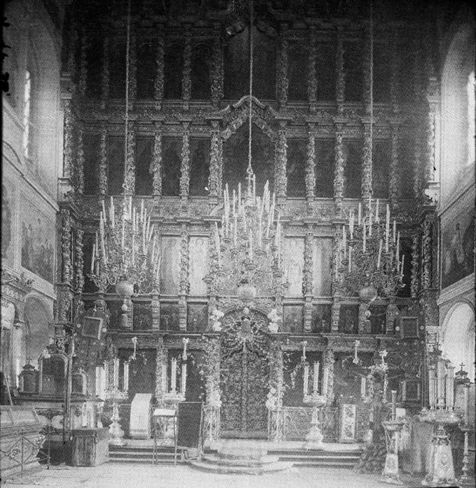
Иконостас конца XVII века (не сохранился)

В 1812 году храм был разграблен, пострадала старинная роспись XVII века, в нижнем храме наполеоновскими войсками была устроена конюшня. В результате поджога пострадала и колокольня. Значительная часть ценностей была расхищена.
В тридцатые годы начались реставрационные работы, продолжавшиеся до 1863 года. В 1848 году была выполнена новая стенопись художником Щепетовым П. Н., а иконостас, начиная с грунтовки, был заново позолочен. В первой половине XIX века были разобраны трёхмаршевые лестницы по обеим сторонам колокольни, а на их месте построены две крытые паперти с полукупольным завершением. Также были переложены апсиды. Древние стены галерей были сломаны, а новые в целях расширения были отнесены на 3,2 метра.
В 1893—1903 годах был осуществлен хозяйственный ремонт, коснувшийся деревянных лестниц в закрытых папертях, которые были заменены на каменные, и дымоходов в изразцовых печах XVII века нижнего этажа.

## XX—XXI века

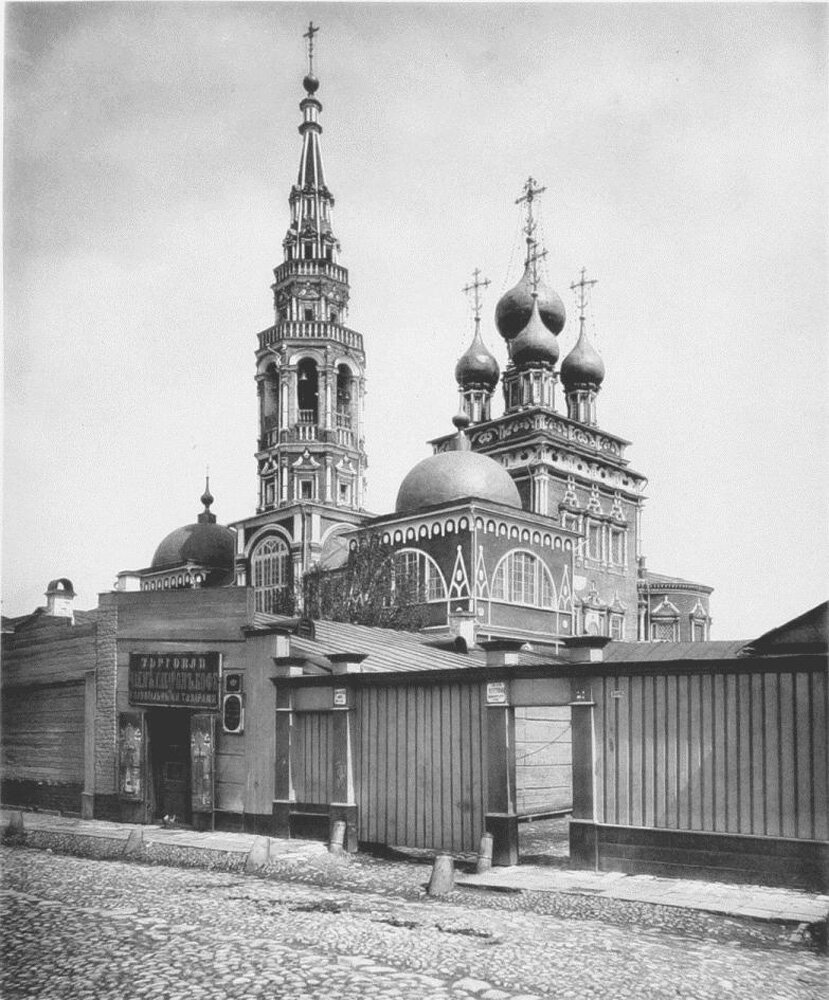
Храм Воскресения Христова. Фото Николая Найдёнова, 1882 год

В 1934 году храм был закрыт. В нём располагались различные государственные учреждения, в том числе архив КГБ и спортивный клуб колбасной фабрики. В середине XX века храм был отреставрирован архитектором Гали Алфёровой, и в 1966 году отреставрированное здание передали во Всероссийский художественный научно-реставрационный центр имени И. Э. Грабаря.
В 1992 году был образован приход храма, а 1 декабря 2006 года подписан акт о передаче храма приходу Русской православной церкви. Продолжаются работы по восстановлению храма и споры о территории, ему принадлежащей. Попытки столичных властей в 2010 году снести дом дьякона и некоторые близлежащие здания ради возведения новостроя натолкнулись на общественное сопротивление. Конфликт широко освещался в российской прессе (см. «Битва при Кадашах»).

## Главный колокол храма
Главный колокол храма был отлит в 1750 году мастером Константином Слизовым, который отлил и Большой Успенский колокол на колокольне Ивана Великого. Вес колокола составил 400 пудов (около 6,5 тонн). По некоторым сведениям, этот колокол ныне используется в Большом театре в «Борисе Годунове».

## Духовенство
- Настоятель храма протоиерей Александр Салтыков.
- Диакон Дмитрий Клыков[14].

## Святыни храма
- Мощи оптинских старцев (икона с мощевиками);
- Мощи преподобноисповедника Гавриила, архимандрита Мелекесского и других святых;
- Образ святого царя-мученика Николая;
- Почаевская икона Божией Матери;
- Икона преподобного Иова, игумена Почаевского;
- Икона святых Новомучеников и Исповедников Российских;
- Тихвинская икона Божией Матери.